# Eranthis hyemalis
Весняник зимуючий (Eranthis hyemalis Salisb) — вид рослини родини жовтецеві.

## Назва
В англійській мові має назву «зимовий аконіт» (англ. winter aconite). Латинське слово лат. hyemalis означає «той, що цвіте взимку». А назва роду з давньогрецької означає Er «весна» і anthos «квіти».

## Будова
Багаторічні рослина. У кінці зими та напровесні цвіте жовтими квітами 2-3 см діаметром.
Рослина отруйна для ссавців, оскільки містить серцеві глікозиди.

## Життєвий цикл
Росте у листяних лісах. Рослина розвивається у той час, коли дерева ще не вбралися у листя і до землі досягає максимально сонячного світла. Цвіте рослина однією із перших, нерідко раніше від підсніжників. Після цвітіння надземна частина рослини відмирає до наступної весни.

## Поширення та середовище існування
Зростає у Центральній Європі. Може формувати великі колонії.

## Практичне використання
Декоративна рослина, що високо цінується за раннє цвітіння. Поширені культурні сорти та гібриди: Lady Lamortagne, Guinea Gold, Orange Glow, Noel Ayres, Zitronenfalter, Schwefelglanz.

## Галерея

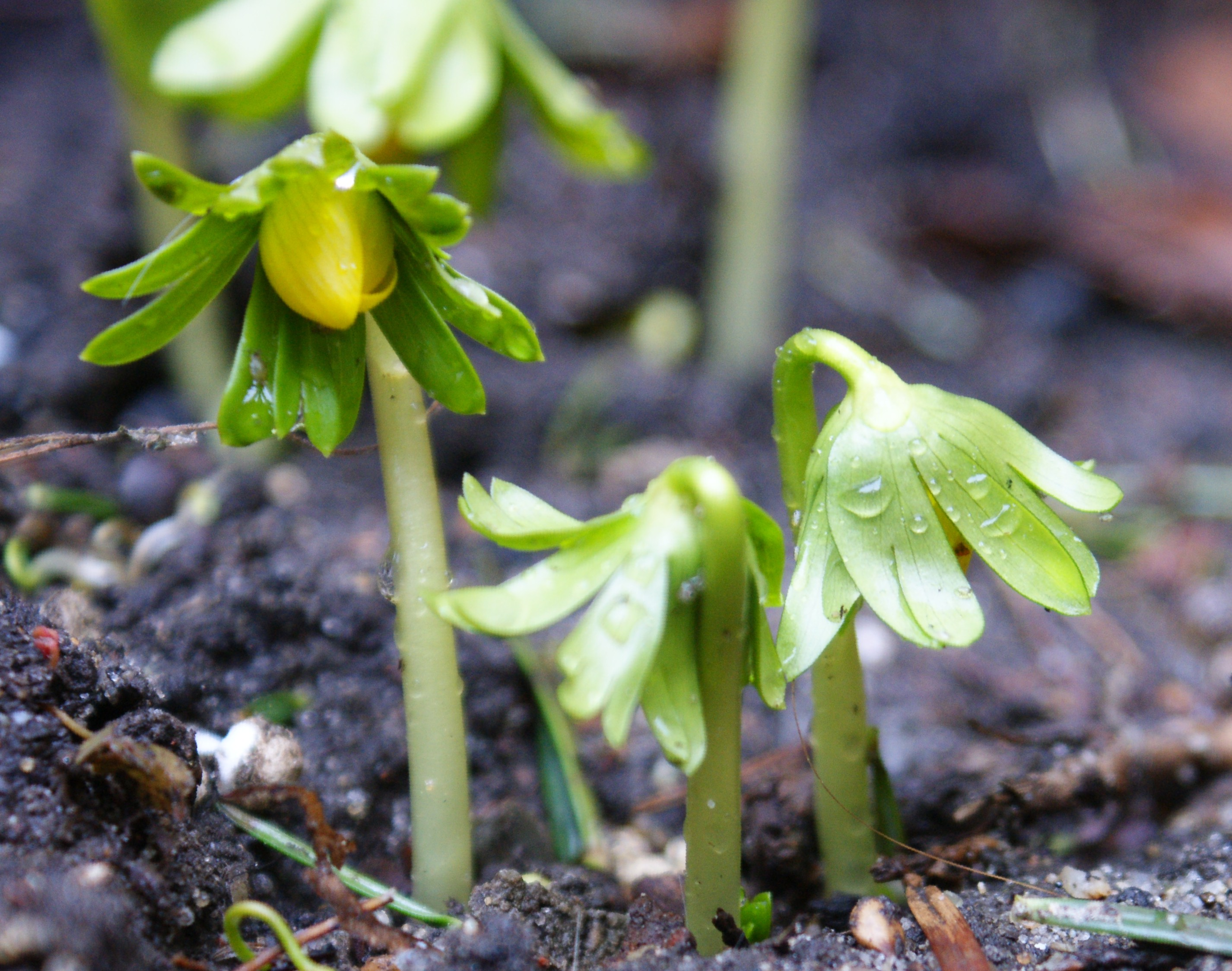
Молоді пагони
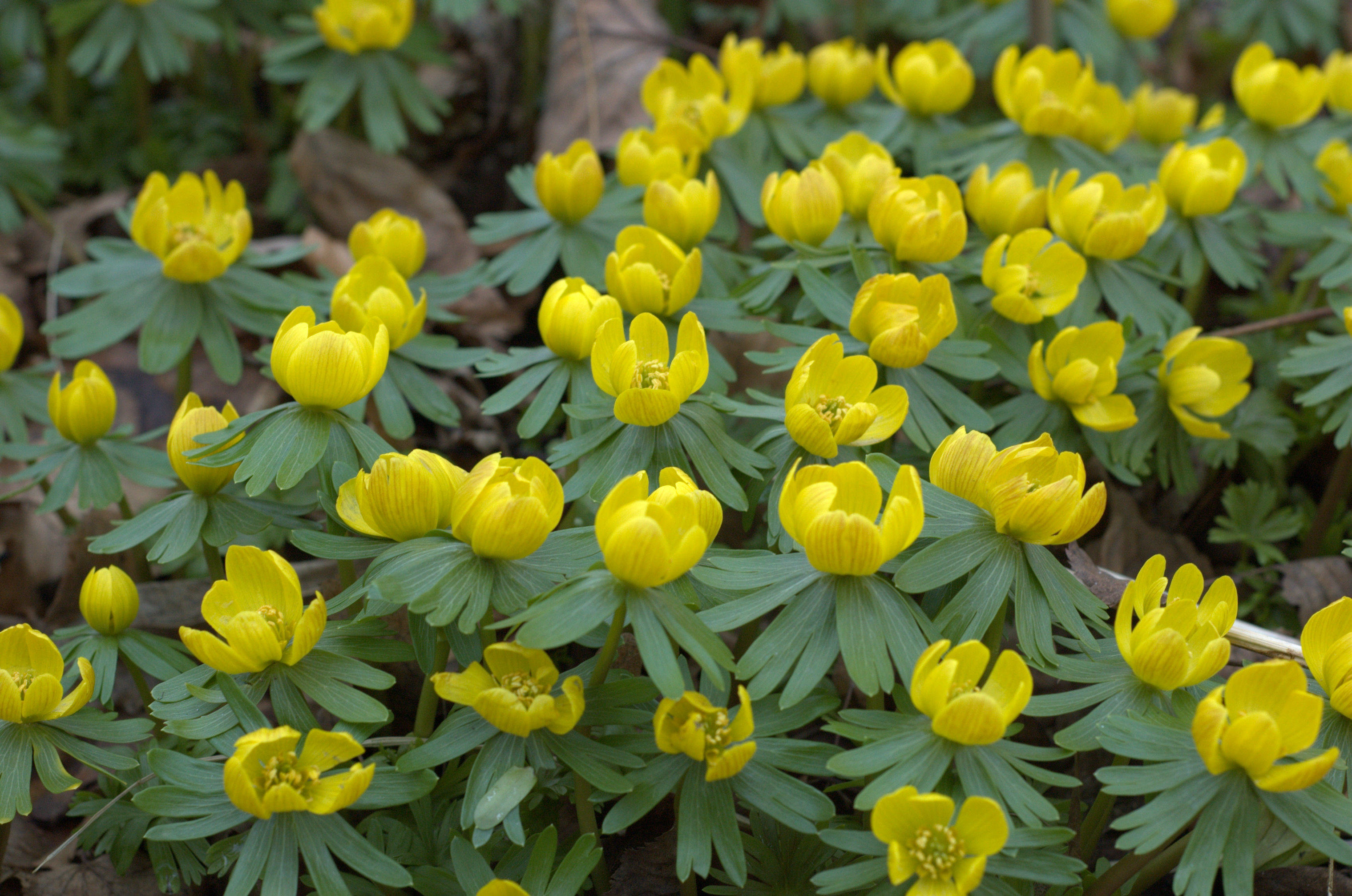
Квіти
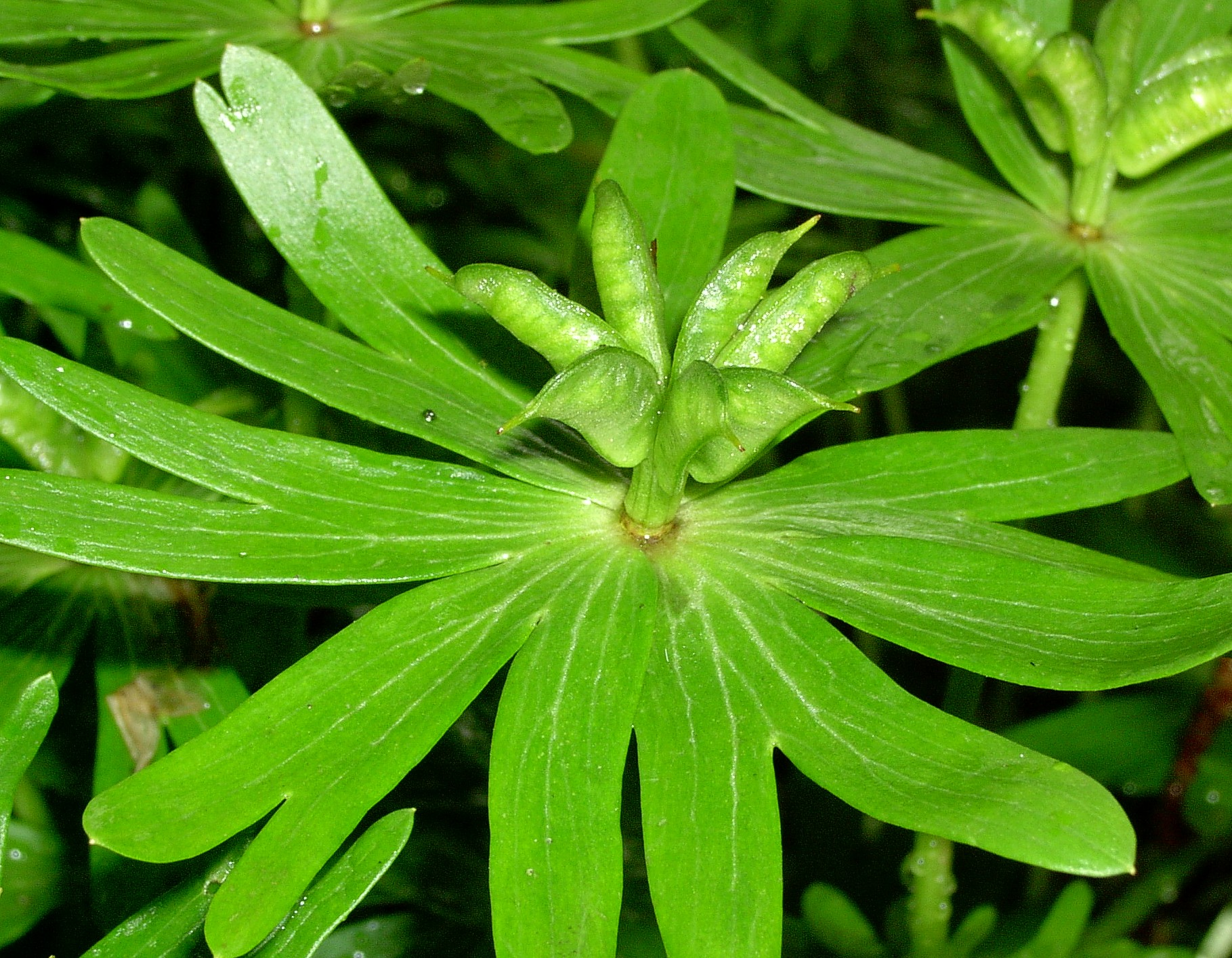
Плід
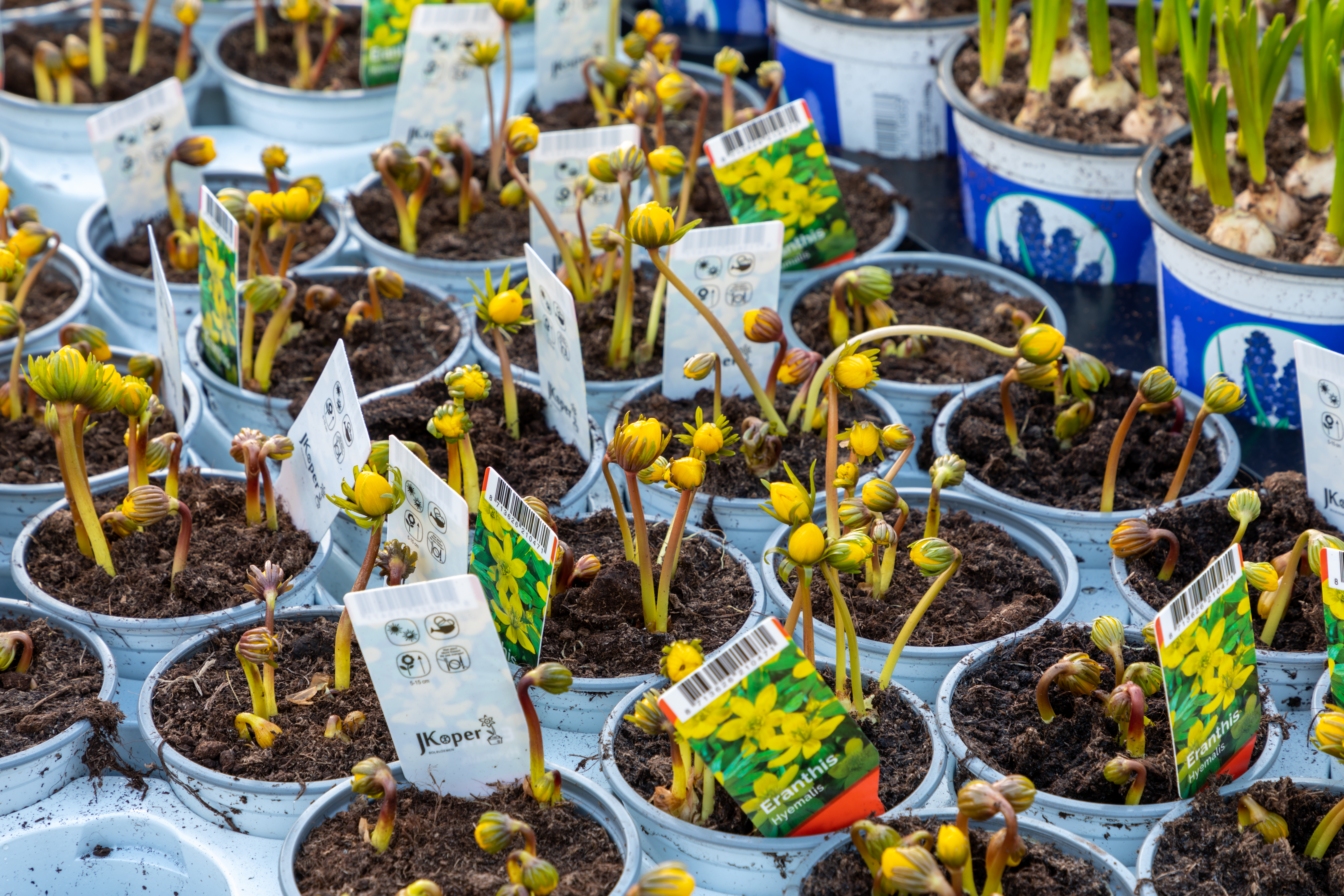
Торгівля ерантісом